# Kanton Combs-la-Ville
Kanton Combs-la-Ville is een kanton van het Franse departement Seine-et-Marne. Het kanton maakt deel uit van het arrondissement Melun. Het heeft een oppervlakte van 73.98 km² en telt 73 038 inwoners in 2017 dat is een dichtheid van 987 inwoners/km².

## Gemeenten
Het kanton Combs-la-Ville omvatte tot 2014 de volgende 4 gemeenten:
- Combs-la-Ville (hoofdplaats)
- Lieusaint
- Moissy-Cramayel
- Réau

Bij de herindeling van de kantons door het decreet van 18 februari 2014, met uitwerking in maart 2015, werd hieraan de gemeente
- Brie-Comte-Robert

toegevoegd.